# Prunières (Hautes-Alpes)
Prunières is een Franse gemeente in het departement Hautes-Alpes (regio Provence-Alpes-Côte d'Azur) en telt 232 inwoners (1999). De plaats maakt deel uit van het arrondissement Gap. De gemeente ligt aan de oevers van het stuwmeer van Serre-Ponçon op de Durance. Een bezienswaardigheid is de kapel Saint-Michel op een eiland in dat meer.

## Geografie
De oppervlakte van Prunières bedraagt 13,5 km², de bevolkingsdichtheid is 17,2 inwoners per km².
De onderstaande kaart toont de ligging van Prunières (Hautes-Alpes) met de belangrijkste infrastructuur en aangrenzende gemeenten.

## Demografie
Onderstaande figuur toont het verloop van het inwonertal (bron: INSEE-tellingen).
Vanwege een beveiligingsprobleem met de MediaWiki Graph-software is het momenteel niet mogelijk deze grafiek weer te geven. Zodra de software is bijgewerkt zal de grafiek vanzelf weer zichtbaar worden.